# Molí d'en Coma
El Molí d'en Coma és una casa a la vila de Guissona (Segarra) protegida com a bé cultural d'interès local. Pel nom de la casa es pot deduir que era un molí però no s'ha trobat cap referència històrica que així ho demostri.
Casal urbà, construït al segle xviii amb pedra i arrebossat. Malgrat ser un edifici barroc, hi trobem elements modernistes com les baranes de ferro forjat, de línia sinuosa i amb decoració floral, així com obertures modernes tant a la planta baixa com al primer pis i les golfes. Teulada a dues aigües. Fa xamfrà amb el Raval d'en Coma.
A la planta baixa, actualment hi ha una llibreria, amb entrada moderna pels dos ravals; la resta d'obertures, una altra porta i dues finestres, també són modernes. Aquesta planta, té tota la façana restaurada recentment amb pedra.
El primer pis i les golfes estant totalment abandonats, fets de pedra i arrebossats amb obertures de llinda i pedra ben treballada al voltant i baranes de ferro forjat que ja s'han descrit anteriorment. Algunes estan tapiades i altres tapades amb plàstic. Una obertura moderna a la banda dreta del Raval Sant Pere i dues a les golfes d'arc de mig punt. El balcó de Raval Sant Pere, més a l'esquerra mostra una cartel·la en relleu al dintell amb la data 1774.